# 周法高
周法高（1915年9月29日—1994年6月25日），字子範，号汉堂，中国语言学家，中華民國中央研究院院士。主要从事古汉语语法、汉语音韵、金文的研究。妻王绵，为师王伯沆之女。

## 生平
周法高1915年生于江苏东台县（今盐城市东台市）的安丰镇，其名取“法高祖礼门公”之意。在读中学时，寄居于其姑父王伯沆家，并受其影响对国文产生浓厚兴趣。
1935年入学南京中央大学中文系，主要兴趣在小学和文字学，后因抗日战争随学校转移至重庆。1939年毕业后，进入西南联大的北京大学文科研究所学习，师从罗常培、丁声树。1941年毕业后获硕士学位，考入中央研究院历史语言研究所，任助理研究员，并兼任中央大学副教授。1948年升为副研究员，1953年升为研究员。
1949年随国府迁往台湾。1955年赴美国，先后任哈佛大学哈佛燕京学社、华盛顿州立大学、耶鲁大学客座教授。1964年至1976年间任香港中文大学中国语文系教授，同年当选为中研院院士，1978年回到台湾，继续就职于中央研究院。1985年从中研院退休后，任东海大学教授。

## 主要著作
- 《中國古代語法》
- 《上古語法劄記》
- 《中國語的詞類》
- 《幾個常用詞的來源》
- 《評高本漢<原始中國語為變化語說>》
- 《中國語法劄記》
- 《古代的詢問代詞》
- 《中國語法學導論》
- 《金文诂林》

## 紀念館
- 王伯沆周法高纪念馆（南京中华门东侧边营98号）

## 外部連結
- 中央研究院研究人員－周法高（页面存档备份，存于）
- 周法高 逝世院士一覽表（页面存档备份，存于） 中央研究院
- . 東海大学圖書館.   [2015-02-23]. （原始内容存档于2015-06-22）.